# Phare de Punta Tetas
Le phare de Punta Tetas (en espagnol : Faro Punta Tetas) est un phare actif situé sur Punta Tetas (Province d'Antofagasta), dans la Région d'Antofagasta au Chili.
Il est géré par le Service hydrographique et océanographique de la marine chilienne de la Marine chilienne.

## Histoire
Le phare est situé l'entrée nord de la baie d'Antofagasta. il fonctionne à l'énergie solaire.

## Description
Ce phare est une tourelle cylindrique en fibre de verre, avec une galerie et une petite lanterne de 8 m de haut. La tour est peinte en blanc avec une bande rouge centrale. Son feu fixe émet, à une hauteur focale de 33 m, un éclat blanc par période de 18 secondes. Sa portée est de 15 milles nautiques (environ 28 km).
Identifiant : ARLHS : CHI-075 - Amirauté : G1948 - NGA : 111-1112 .

### Lien connexe
- Liste des phares du Chili